# 細川持賢
細川 持賢（ほそかわ もちかた）は、室町時代後期の武将。摂津国分郡守護。細川典厩家初代当主。細川満元の三男で、持元、持之の弟。

## 生涯
応永10年（1403年）、細川満元の三男として誕生。
元服に際して室町幕府4代将軍・足利義持より偏諱を受けて持賢と名乗る。
嘉吉元年（1441年）、6代将軍・足利義教（義持の弟）が赤松満祐に殺害されると嘉吉の乱が発生、戦後処理で赤松氏の領国のうち摂津中島郡は室町幕府の直轄領となり、持賢は代官に任命され実質上の分郡守護になった。翌年に次兄の持之が亡くなり、後を継いだ甥（持之の子）の細川勝元が幼少のため後見人として幕政に参加、管領畠山持国と対立した。
嘉吉3年（1443年）、出家し、道賢（どうけん）と号した。
義教の介入で大名家にお家騒動が続発、持国と持賢・勝元の援助で事態は深刻化した。信濃国・加賀国では小笠原氏・富樫氏が家督争いを起こし、持国が推す小笠原持長・富樫教家・成春父子に対し持賢・勝元は小笠原宗康・光康兄弟と富樫泰高を支援、混乱に拍車をかけた。
文安4年（1447年）、京都で起こった徳政一揆の鎮圧に出陣、戦後に勝元の後見を取りやめた。
応仁元年（1467年）、応仁の乱が始まると土佐国の軍勢を引き連れ東軍として参戦したが、翌年に死去。享年66。
養子として甥（勝元の弟）の成賢（しげかた）と分家の野州家から政国を迎え、家督は政国が継いだ。

## 系譜
- 父：細川満元（1378-1426）
- 母：不詳
- 室：不詳
  - 女子：吉良義真室
  - 男子：細川勝氏?
- 養子
  - 男子：細川成賢 - 細川持之の子
  - 男子：細川政国（1428-1495） - 細川持春の子